# Genja Jonas
Genja Jonas (Rogasen, actualmente Polonia, 2 de septiembre de 1895 — Dresde, Alemania, 8 de mayo de 1938), nacida como Jenny Jonas en la localidad llamada hoy en día Rogozno, fue una fotógrafa alemana.

## Biografía
Genja era hija de Simon Sigismund Jonas, un empresario judío fabricante de cigarros, y de Laura Lowenthal. Creció en la localidad de Bromberg (hoy en día Polonia), pero finalmente toda su familia se trasladó a Dresde. Tenía tres hermanos, el mayor de los cuales, Max, heredó los negocios de su padre y emigró con su familia a Róterdam cuando se produjo la ascensión de Hitler al poder. Su hermano menor, Kurt, se hizo médico en Dresde y su hermana Erna también emigró.
Genja Jonas se casó en 1925 con el escritor y redactor de prensa Alfred Günther, aunque no tuvieron hijos.
En marzo de 1943 sus padres fueron capturados en Róterdam por los nazis y murieron el 23 de julio en el campo de concentración de Sobibor.

## Trayectoria
Genja tuvo la posibilidad de estudiar fotografía en Berlín durante los años de la Primera Guerra Mundial (1914-1918), tras lo cual regresó con su familia a Dresde y abrió un estudio fotográfico (Fotoatelier Portikus) en el número 6 de la calle Bürgerwiese Straße. Entre sus colaboradores en la década de los años 20 estuvo Erica Stroedel (1899–1984), que se había formado con Hugo Erfurth.
Genja Jonas llegó a ser la más estimada retratista fotográfica de Dresde, invitada a formar parte en exposiciones internacionales y con importantes contratos en el extranjero, Francia, entre otros países. En Inglaterra retrató a la familia real.
Lograron un especial prestigio sus fotografías de la bailarina Gret Palucca, que era amiga de su marido y que pasó só toda una jornada completa de trabajo en el estudio de Genja. Posteriormente fotografió otras bailarinas, como Sent M'Ahesa, Käthe Diekmann y Hilde Brumof.
Durante su periodo más activo retrató a gran número de personalidades, como el actor Adolf Wohlbrück, Pol Cassel, Jenny Schaffer-Bernstein, Erich Ponto, Ottomar Enking, Heinrich Zerkaulen y Theodor Däubler. Entretanto también se dedicó a retratar a los ciudadanos comunes de su ciudad, que admiraron especialmente sus retratos infantiles.
Dentro de otras temáticas fotográficas también se conocen algunos paisajes suyos del año 1934.
Por su origen no ario, en el año 1935 ella y su marido fueron excluidos de sus organizaciones profesionales. Finalmente ella iba a emigrar a Inglaterra, pero falleció antes de poder hacerlo, en mayo de 1938. Su marido vendió el estudio a la especialista en fotografía de baile Charlotte Rudolph (1896–1983), pero este resultó totalmente destruido durante el bombardeo de Dresde en 1945.